# Cultures (seria)
Cultures – seria strategicznych gier czasu rzeczywistego zapoczątkowana w roku 2000 przez studio Funatics Development. Seria składa się z pięciu gier: Cultures: Discovery of Vinland (2000), Cultures 2: Wrota Asgardu (2002), Wyprawa na północ (2002), Ósmy cud świata (2004) oraz Cultures Online (2010).
Głównym celem jest zarządzanie społecznością wikingów. Gracz otrzymuje kontrolę nad większością aspektów życia wikingów – decyduje o miejscu zamieszkania, zawodzie oraz małżeństwie każdego członka osady. Każdy zawód ma własną ścieżkę rozwoju, np. osadnik nie może rozpocząć pracy jako młynarz, dopóki nie zdobędzie doświadczenia w pracy rolnika.

## Gry z serii

### Cultures: Discovery of Vinland
W pierwszej części gry wikingowie przybywają na kontynent amerykański, aby odnaleźć części meteorytu. Ten meteoryt ma na celu złagodzenie gniewu boga i tym samym przywrócić spokój ojczyźnie.
Podczas eksploracji kontynentu gracz natknie się na różnorodne krainy zamieszkałe przez np. Eskimosów. Niektóre napotkane nacje będą nastawione przyjaźnie i chętnie handlujące z naszą osadą. Inne będą dla wikingów neutralne lub wrogie, z którymi będzie trzeba walczyć.
Gra pozwala na rozgrywkę w trybie jednoosobowym i wieloosobowym.
Ocena na portalu GameRankings wynosi 72,24% na podstawie 11 recenzji.

### Cultures 2: Wrota Asgardu
W pierwszej części gracz podbijał kontynent amerykański, w Cultures 2: Wrota Asgardu gra skupia się na Europie oraz Bliskim Wschodzie. Przyczyną obecności w tych rejonach jest wizja Bjarniego – przywódcy wikingów. W tej przepowiedni Bjarni widzi siebie oraz trzy nieznane postacie walczące z wężem Midgardu– Jormungandem. Nieznanymi postaciami okazują się bohaterowie trzech nacji obecnych w grze: Franków, Saracenów i Bizantyjczyków.
Celem gracza jest zjednoczenie wszystkich nacji, następnie podróż na wyspę Wigrid i walka z wężem obecnym w przepowiedni.
Gra pozwala na rozgrywkę w trybie jednoosobowym i wieloosobowym.
Ocena na portalu GameRankings wynosi 70,03% na podstawie 16 recenzji.

### Wyprawa na Północ
Trzecia gra cyklu. Akcja tej części rozpoczyna się po wydarzeniach z części poprzedniej. Fabuła rozpoczyna się wiadomością od Hatschi (nacja Saracenów), który prosi o pomoc w sprawie węży niszczących jego ojczyznę. Przywódca wikingów – Bjarni, Cyra (nacja Bizancjum) oraz Sigurd (nacja Franków) wyruszają na pomoc sojusznikowi. W całą akcję zamieszany jest bóg Loki mszczący się na Odynie. Okazuje się, że Loki również był odpowiedzialny za zesłanie węża Midgardu w Cultures 2: Wrota Asgardu.
Gra pozwala na rozgrywkę w trybie jednoosobowym i wieloosobowym.
Ocena na portalu GameRankings wynosi 62,56% na podstawie 9 recenzji.

### Ósmy Cud Świata
Czwarta odsłona serii rozpoczyna się po wydarzeniach z trzeciej części – Wyprawa na Północ. Po kilku latach pokoju zło ponownie atakuje. Przywódcy największych państw w obliczu perspektywy zniszczenia świata zbierają się na specjalnej naradzie w celu odnalezienia sposobu na ratunek. Sposób na przetrwanie odnalazł w pradawnych pismach lokalny mędrzec – jedynym sposobem na pokonanie ciemności jest odbudowanie ośmiu cudów świata. Wiking Bjarni wraz z żoną Cyrą i synem Mani ponownie wyruszają aby ratować świat.
Gra pozwala na rozgrywkę w trybie jednoosobowym i wieloosobowym.

### Cultures Online
Cultures Online to darmowa gra przeglądarkowa łącząca elementy gier ekonomicznych z MMORPG.